# Australomicrodeutopus haswelli
Australomicrodeutopus haswelli is een vlokreeftensoort uit de familie van de Aoridae. De wetenschappelijke naam van de soort is voor het eerst geldig gepubliceerd in 1879 door Stebbing.